# Enderleinellus tamiasis
Enderleinellus tamiasis är en insektsart som beskrevs av Fahrenholz 1916. Enderleinellus tamiasis ingår i släktet Enderleinellus och familjen ekorrlöss. Inga underarter finns listade i Catalogue of Life.